# Пукалани (Хаваји)
Пукалани (енгл. Pukalani) насељено је место за статистичке потребе у америчкој савезној држави Хаваји. По попису становништва из 2010. у њему је живело 7.574 становника.

## Демографија
Према попису становништва из 2010. у граду је живело 7.574 становника, што је 194 (2,6%) становника више него 2000. године.
| Група             | 2000.         | 2010.         |
| Белци             | 2.340 (31,7%) | 2.313 (30,5%) |
| Афроамериканци    | 30 (0,4%)     | 28 (0,4%)     |
| Азијати           | 2.069 (28,0%) | 1.808 (23,9%) |
| Хиспаноамериканци | 681 (9,2%)    | 907 (12,0%)   |
| Укупно            | 7.380         | 7.574         |